# Oudemolen
Oudemolden é uma cidade dos Países Baixos, na província de Drente. Oudemolen pertence ao município de Tynaarlo, e está situada. A área de Oudemolden, que também inclui as partes periféricas da cidade, bem como a zona rural circundante, tem uma população estimada em 90 habitantes.